# Potwory i piraci
Potwory i piraci lub Piraci – wyprawa po skarby (ang. Monsters and Pirates, wł. Mostri e Pirati 2008) – włoski serial animowany emitowany w Polsce na antenie TVN Style oraz na DVD.

## Fabuła
Serial opowiada o dwóch załogach statków pirackich Eldorado i Aurora, którzy po ukończeniu szkoły pirackiej zostaną prawdziwymi piratami.

## Postacie

### Główne
Filip (we Włoszech Milo) – kapitan Aurory. Ma czarne oczy, granatowe włosy i bladą cerę. Nosi zielony płaszcz bez rękawów, błękitną koszulę, brązowe spodnie i szare kozaki. Prawdopodobnie jego jedynym krewnym jest kapitan Tryton, ponieważ o innych członkach rodziny nie ma mowy w żadnym odcinku. Jego ukochaną, a potem narzeczoną jest Eliza. Po jego kontaktach z Pablem można wywnioskować, że są dla siebie jak bracia. W odcinkach „Księżycowa Skała” i „Rozbójnicy z Czarnego Wybrzeża” dowiadujemy się, że Filip jest świetnym kłamcą. W odcinku „Ostatnie Zagrożenie” prawie został mężem księżniczki Luli. Jest świetnym akrobatą i szermierzem.
Eliza (wł. Linda) – była kapitan Eldorado. Ma brązowe włosy, bursztynowe oczy, bladą cerę i pieprzyk nad ustami. Nosi fioletowy płaszcz z wyszytymi złotymi płomieniami i bez rękawów, błękitną koszulę, brązowe spodnie oraz czarne kozaki. w odcinkach 1-6 wróg Filipa, a później jego ukochana. Pod koniec „Ostatniego Zagrożenia” zostaje narzeczoną Filipa. Prawdopodobnie zakochała się w Filipie w piątym odcinku, gdy chłopak uratował jej życie. W odcinku trzynastym ratuje Filipa od małżeństwa z Lulą (prawdopodobnie z zazdrości). Potrafi świetnie kłamać, władać szablą i podobnie jak Filip jest świetną akrobatką.
Diana (wł. Martina) – profesor wszech nauk i specjalistka w zakresie fizyki i biologii na Aurorze. Ma różowe włosy, niebieskie oczy i bladą cerę. Nosi różowe: spodnie, koszulę, kamizelkę i kapelusz oraz czarne buty. Możliwe, że była wcześniejszą ukochaną Filipa. Jest dobrą nawigatorką. Czasami narzeka.
Szymon (wł. Giambo) – gruby przyjaciel Filipa. Ma błękitne włosy i dużo piegów. Nosi zielono-pomarańczową koszulkę, brązowe spodnie i czerwone buty. W odcinku „Morze Syren” konstruuje łódź podwodną napędzaną pedałami. Lubi żartować. Mieszka z Babcią.
Pablo – najbliższy przyjaciel Filipa. Jest gorylem i wyróżnia go zdolność mowy oraz błękitna sierść. W odcinku „Zemsta Espadona” został wykorzystany przez dawnych podwładnych Elizy i byłego dyrektora Akademii jako Kozioł Ofiarny. W odcinku „Więźniowie BulaBula” uważano go za przestępcę, ale później został uniewinniony. Po jego relacjach z Filipem można wywnioskować, że są dla siebie jak bracia. W odcinku „Drzewo Prawdy” dowiadujemy się, że cierpi na chorobę morską.
Blanka (wł. Jips) – romantyczka. Ma zielone oczy i jest blondynką. Nosi różowe spodnie, kremową koszulę, różowy płaszcz i brązowe kozaki. Czasem kłóci się z Szymonem. Jest dobrą aktorką. Jest spostrzegawcza. Czasami Filip ją ucisza.

### Inni
Kapitan Rupert Tryton – dziadek Filipa. Pojawił się w „Skarbie Kapitana Niefarta” i „Szmaragdowej otchłani”.
Bosman Szymon Kryl – dawny bosman kapitana Niefarta. Od odcinka „Kryjówka Bosmana” towarzyszy ekipie z Aurory.
Księżniczka Lula – rozwydrzona i rozpieszczana księżniczka Bula Bula. Została porwana przez Espadona, który chciał wiedzieć gdzie jest Świątynia Tęczowej Ryby. Jest uparta i jak stwierdził Filip to ona stanowiła zagrożenie dla Espadona, a nie na odwrót.
Kapitan Wichrołap – ojciec Elizy. Nie wiadomo jak wygląda. Wspomniano o nim w „Akademii Sztuki Piractwa” i „Kryjówce Bosmana”.
Mirąga – strażniczka i członkini plemienia Bula Bula. Ma silne poczucie obowiązku. Początkowo nie ufa przyjaciołom Filipa, ale później się z nimi zaprzyjaźnia. Jak wszyscy Bula Bula bardzo silna i niska.
Grufo – strażnik i członek plemienia Bula Bula. Gdy się zdenerwuje nadyma się jak balon i unosi w powietrze. Nie lubi, gdy się go nazywa knypkiem. Bardzo silny i nerwowy.
Pulpet – kucharz w Akademii. Wygląda jak gruby rekin z rękami i nogami. Może się poruszać po lądzie, ale kiepsko pływa. Nie wszystkie jego potrawy nadają się do zjedzenia.
Profesor Montego – nauczyciel w akademii i wykładowca Filipa, Szymona, Blanki, Diany, Elizy i Szymona. Po zdradzie Espadona dyrektor Akademii.

### Wrogowie
Espadon – wróg Filipa numer 1. W drugim odcinku chciał wykorzystać ekipy z Aurory i Eldorado do zdobycia skarbu. W odcinku „Zemsta Espadona” wrabia Pabla, ale później jego podstęp wychodzi na jaw. Pod koniec serii pierwszej zostaje służącym Księżniczki Luli.
Tytus Riket (wł. Vin Riket) – dawny podwładny Elizy. Ma jasną skórę (co skłania do przypuszczeń, że ma albinosa w rodzinie), złoto-pomarańczowe włosy do pasa i szczupłą sylwetkę. Nosi pomarańczowe i brązowe ubrania. W pierwszej serii stoczył dwa pojedynki z Filipem. Jest chciwy i podstępny. W odcinku „Kryjówka Bosmana” stwierdza, że „ma powyżej uszu jej rozkazów”. W odcinku „Zemsta Espadona” nawiązuje współpracę z Espadonem.
Zorion (wł. Skorzius) – wygląda jak krokodyl chodzący na dwóch łapach. Niezbyt bystry. Boi się Luli.
Rolfo (wł. Crosti) – wygląda jak skrzyżowanie krewetki z krabem. Czasami zachowuje się jak dziecko. Naiwny i ciekawski. Często kłóci się z Zorionem.

## Wersja polska

### DVD, VCD
Wersja polska: Master Film
Reżyseria: Agata Gawrońska-Bauman
Dialogi: Elżbieta Jeżewska
Dźwięk:
- Paweł Kubas, Kuba Lenarczyk (odc. 1-7),
- Sebastian Rogowski (odc. 8-13)

Montaż: Gabriela Turant-Wiśniewska
Kierownictwo produkcji: Katarzyna Fijałkowska
Wystąpili:
- Artur Pontek – Filip
- Jacek Wolszczak – Szymon
- Agnieszka Kunikowska – Eliza
- Julia Kołakowska – Donnie
- Agnieszka Fajlhauer – Gipsy
- Grzegorz Pawlak – Bosman Kryl
- Cezary Kwieciński – Pablo
- Grzegorz Drojewski – Tytus
- Klaudiusz Kaufmann – Rolfo
- Ryszard Olesiński – Pedrito Espadon
- Wojciech Machnicki – Montego
- Katarzyna Tatarak – Lula
- Dariusz Błażejewski – Pulpet
- Zbigniew Konopka – Zorion
- Stefan Knothe – Kapitan Rupert Tryton
- Adam Bauman – Kapitan Niefart
- Hanna Kinder-Kiss – Rupert Tryton (dziecko)
- Zbigniew Kozłowski – Rupert Tryton (młodzieniec)
- Jerzy Mazur – Szymon Kryl
- Krzysztof Zakrzewski
- Mirosław Wieprzewski
- Andrzej Blumenfeld
- Katarzyna Tatarak – Lula
- Andrzej Chudy
- Janusz Wituch
- Marek Bocianiak

Lektor: Marek Bocianiak

### TV
Opracowanie i udźwiękowienie wersji polskiej: Studio Sonica
Reżyseria: Piotr Kozłowski
Dialogi polskie:
- Jan Aleksandrowicz-Krasko (odc. 1-2, 5),
- Anna Kozłowska (odc. 3-4, 6),
- Olga Świerk (odc. 8-13)

Dźwięk i montaż: Maciej Brzeziński
Organizacja produkcji: Agnieszka Kudelska
Udział wzięli:
- Aleksander Wysocki – Montego
- Jerzy Łapiński – Pedrito Espadon
- Agnieszka Kudelska –
  - Eliza,
  - Młody Tryton (odc. 3)
- Michał Głowacki – Filip
- Klementyna Umer – Blanka
- Dorota Furtak – Diana
- Jan Aleksandrowicz-Krasko – Szymon
- Paweł Ciołkosz – Tytus
- Piotr Kozłowski – Rolfo
- Robert Jarociński – Zorion
- Maciej Kujawski –
  - Pablo,
  - Klopsik
- Miłogost Reczek –
  - Tryton,
  - Bosman Kilt
- Magdalena Stużyńska – Luba (odc. 8-9)
- Robert Kudelski – Król BulaBula (odc. 8-9)
- Kamilla Baar

## Spis odcinków
| Premiera odcinka | N/o | Polski tytuł (TVN Style)      | Polski tytuł (DVD)             | Włoski tytuł                   |
| ---------------- | --- | ----------------------------- | ------------------------------ | ------------------------------ |
|                  |     |                               |                                |                                |
| SERIA PIERWSZA   |     |                               |                                |                                |
|                  |     |                               |                                |                                |
| 12.10.2008       | 01  | Akademia Czarnobrodego        | Akademia sztuki pirackiej      | L' Accademia Batbanera         |
|                  |     |                               |                                |                                |
| 19.10.2008       | 02  | Atol Księżycowej Góry         | Księżycowa skała               | Lo Scoglio Della Luna          |
|                  |     |                               |                                |                                |
| 26.10.2008       | 03  | Skarb kapitana Niefarta       | Skarb kapitana Niefarta        | Il Tesoro Di Capitan Sventura  |
|                  |     |                               |                                |                                |
| 02.11.2008       | 04  | Morze syren                   | Morze syren                    | Il Mare Delle Sirene           |
|                  |     |                               |                                |                                |
| 09.11.2008       | 05  | Legowisko smoka               | Wyspa smoka                    | Il Nido Del Drago              |
|                  |     |                               |                                |                                |
| 16.11.2008       | 06  | Kryjówka Bosmana              | Kryjówka Bosmana               | L' Isola Del Nostromo          |
|                  |     |                               |                                |                                |
| 23.11.2008       | 07  | Szmaragdowa otchłań           | Szmaragdowa otchłań            | L'Abisso Di Smeraldo           |
|                  |     |                               |                                |                                |
| 30.11.2008       | 08  | Zemsta Espadona               | Zemsta Espadona                | La Rivincita Di Espadon        |
|                  |     |                               |                                |                                |
| 07.12.2008       | 09  | Więźniowie BulaBula           | Więźniowie BulaBula            | I Prigionieri Di BulaBula      |
|                  |     |                               |                                |                                |
| 14.12.2008       | 10  | Drzewo prawdy                 | Drzewo prawdy                  | L' Albero Della Verita         |
|                  |     |                               |                                |                                |
| 21.12.2008       | 11  | Nożownicy z Czarnego Wybrzeża | Rozbójnicy z Czarnego Wybrzeża | I Predoni Della Costa Nera     |
|                  |     |                               |                                |                                |
| 28.12.2008       | 12  | Świątynia tęczowej ryby       | Świątynia tęczowej ryby        | Il Tempio Del Pesce Arcobaleno |
|                  |     |                               |                                |                                |
| 04.01.2009       | 13  | Ostatnie zagrożenie           | Ostatnie niebezpieczeństwo     | L' Ultima Minaccia             |
|                  |     |                               |                                |                                |

## Opisy odcinków
1. Akademia sztuki pirackiej
Szóstka młodych piratów kończy piąty rok nauki w Akademii piratów i przygotowuje się do egzaminu. Wnuk kapitana Trytona (Filip) jako swoją załogę obiera Szymona, Blankę, Dianę i goryla Pabla. Za to córka komandora Wichrołapa (Eliza) werbuje rudowłosego Tytusa, oraz dwa potwory (Zoriona i Rolfa). Dyrektor akademii (Espadon) wyznacza drużynom następujące zadanie - obie załogi mają wziąć udział w wyścigu do Mglistego Atolu. Jednak już na starcie, załogę Filipa spotyka przeszkoda. Zorion przykuł kotwicę Aurory (statku Filipa) do rafy koralowej. Na szczęście Filipowi, Szymonowi i Pablowi udaje się zerwać łańcuch przytrzymujący kotwicę. Niestety, na pokładzie Aurory chłopaków spotyka przykra niespodzianka. W kopercie od Espadona nie ma mapy prowadzącej do Mglistego Atolu. Młody kapitan zrzuca podejrzenie na załogę Elizy. By zrównać się prędkością z Eldorado (statkiem Elizy), Filip korzysta z pomocy delfinów. Gdy statki zrównują się, załoga Aurory zwabia na powierzchnię gigantyczne meduzy. Gdy Tytus, Zorion i Rolfo schodzą do wody, zostają dotkliwie poparzeni. Gdy trzej załoganci Elizy wracają na pokład Eldorado, rozpoczyna się pojedynek między dwiema drużynami. Gdy wydaje się, że Eliza, Tytus, Zorion i Rolfo wygrali mapę, okazuje się, że Pablo zdążył zrobić podmiankę (Eliza miała przepis na sos, a Filip prawdziwą mapę). Jednak życie potrafi zaskakiwać. Eliza zdążyła zrobić kopię mapy.
2. Księżycowa Skała
Odcinek zaczyna się widokiem na Eldorado. Tytus steruje statkiem, a Eliza obserwuje horyzont. W pewnym momencie Tytus pyta Elizę, czy widzi Aurorę. Dziewczyna odpowiada, że nie widzi statku Filipa i dodaje, że płyną inną drogą, więc spotkanie z drużyną Wyspy Delfina jest niemożliwe. Tymczasem załoga Aurory zmaga się z mgłą i skałami, lecz w końcu docierają na Księżycową Skałę- jedną z wysp Mglistego Atolu. Niestety załogi Aurory i Eldorado wpadają na siebie i wszczyna się walka. Jakby tego było mało w jaskini czai się ktoś mało przyjemny. Okazuje się, że profesor Pedritto Espadon wykradł mapę Filipa. Podczas gdy obydwie drużyny skakały sobie do oczu, Espadon miał dużo czasu na dopłynięcie na Księżycową Skałę. Pedritto zmusza obydwie drużyny, by znalazły dla niego skarb. Niestety, w jaskini wszyscy wpadają w pułapkę. Gdy Zorion, Rolfo, Szymon, Blanka, Tytus, Diana i Pablo wydostają się z potrzasku, Filip, Eliza, oraz Espadon zostają uwięzieni w grocie. Rozzłoszczony Espadon postanawia pozbyć się dwójki uczniów. Ma już zaatakować Filipa, lecz przeszkadzają mu w tym Zorion, Rolfo i Blanka. Uczniowie wracają do Akademii, gdzie w nagrodę za wykonanie zadania i schwytanie Espadona zostają pełnoetatowymi piratami.
3. Skarb Kapitana Niefarta
Filip i jego przyjaciele szykują się do wypłynięcia na morze. W porcie spotykają dziadka Filipa, który chce przekazać im fragment pewnej mapy. Kapitan Tryton opowiada grupie o kradzieży Złotej Gwiazdy Delfina i dawnym przyjacielu Trytona - Bosmanie Szymonie Krylu. Załoga Aurory postanawia znaleźć Kryla i porozmawiać z nim. W jednej z tawern, na wyspie Remos dowiadują się jednak, że Kryl od wielu lat tu nie zagląda. Jakby tego było mało, na miejscowym targu Filip i Diana spotykają Elizę, Tytusa, Zoriona i Rolfa. Okazuje się, że Eliza jest w posiadaniu drugiego fragmentu mapy. Gdy Filip ujawnia swój kawałek mapy, Eliza kradnie go. Filip i jego przyjaciele ruszają w pogoń. W czasie gonitwy Filip kradnie mapę, ale zostaje schwytany. Zmuszony jest oddać mapę. Na Eldorado okazuje się, że Filip dał Elizie bezwartościowy kawałek papieru. Rozzłoszczona piratka przysięga zemstę.
4. Morze syren
W czasie rejsu po „Morzu Syren” (rzekomym domu morskich potworów), drużyna Aurory głowi się nad tajemniczą wiadomością na mapie. Tymczasem Eliza i jej załoga planują zemstę za upokorzenie. Zwabiają Filipa i jego przyjaciół na Eldorado, i zamykają ich w ładowni. Eliza wymusza od Filipa mapę, a następnie pozostawia załogę Aurory w szalupie. Jednak w nocy na Eldorado pojawiają się dwie syreny i tajemniczy potwór (w rzeczywistości są to przebrani Blanka, Diana i Szymon) Przebierańcy kradną mapę i wracają na Aurorę, gdzie czekają na nich Filip i Pablo. Eliza odkrywa brak mapy i rusza w pogoń za Aurorą. W czasie pościgu ster Eldorado zostaje uszkodzony, a statek wpływa w sztorm. Filip i Pablo ruszają pomóc Elizie. Gdy wszyscy są już bezpieczni Eliza kradnie obydwie części mapy i wraz z załogą ucieka. Pod koniec odcinka, widz widzi Filipa przeklinającego siebie i swoją łatwowierność. Na szczęście Blanka i Diana skopiowały mapę, oraz rozszyfrowały wiadomość na odwrocie. Załoga Aurory obiera kurs na Costa Funesta.
5. Wyspa Smoka
Załogi Aurory i Eldorado ścigają się. Nagle pod statkami wyrasta cała wyspa. Zdumienie uwięzionych drużyn potęguje fakt, że owej wyspy nie ma na żadnych mapach. Pablo domyśla się, że znajdują się na Wyspie Smoka- wielkim wulkanie pojawiającym się nad powierzchnią oceanu raz na dwieście lat przed wybuchem głównego krateru. Diana i Szymon wpadają na pomysł, by przerobić żagle statków na balony, a potem wykorzystać stożki pasożytnicze wulkanu do ich napełnienia. Nikt jednak nie podejrzewał, że Tytus podziurawił balon Aurory. Tymczasem Filip wraz z Elizą starają się zatkać jeden z większych kraterów. Gdy udaje im się to, Eliza traci równowagę i zaczyna spadać. Jednak Filipowi udaje się ją złapać i zabrać na Eldorado. Obydwojgu udaje się dostać na statki i uciec z Wyspy Smoka.

## Ciekawostki i błędy
- Niektóre postacie (Filip, Tytus i Diana) w kilku ujęciach wyglądają jak postacie z „Witch” i „Winx Club” (Will, Cedrik i Roxy). Przypuszczalnie twórcy tych dwóch serii brali udział w projektowaniu postaci do Potworów i Piratów.
- W odcinku szóstym widać, że Szymon i Pablo mają liny na ramionach i nogach. W innym ujęciu mają liny na nadgarstkach i kostkach u nóg. W tym samym odcinku widać, że Filip ma inny fason kozaków. Inny błąd został pokazany w ujęciu z Elizą. W tym ujęciu pokazano, że Eliza nosi jednocześnie kozaki i pantofle.
- Istnieją jeszcze dwie serie, niewydane w polskim języku.